# Ceropegia longifolia
Ceropegia longifolia là một loài thực vật có hoa trong họ La bố ma. Loài này được Wall. mô tả khoa học đầu tiên năm 1830.